# Chaunostoma mecistandrum
Chaunostoma mecistandrum là một loài thực vật có hoa trong họ Hoa môi. Loài này được J.D.Sm. mô tả khoa học đầu tiên năm 1895.